# Acide tartronique
L'acide tartronique ou acide 2-hydroxymalonique est le plus simple des acides dicarboxyliques hydroxylés. Sa formule est HOOC-CH(OH)-COOH. 
Il peut être produit avec l'acide 2-cétogluconique par la bactérie Acetobacter acetosum dans un milieu riche en glucose.

## Propriétés
L'acide tartronique cristallise en prismes incolores qui se décomposent de 158 à 160 °C, libérant du dioxyde de carbone. 
Ses bases conjuguées sont nommées hydrogénotartronate,  HOOC-CH(OH)-COO− et tartronate, −OOC-CH(OH)-COO− et peuvent former des sels et des esters.

## Synthèse
L'acide tartronique est peu ou pas présent dans la nature, mais peut être obtenu par hydrolyse de l'acide bromomalonique en présence d'hydroxyde d'argent.

## Utilisation
L'acide tartronique est utilisé pour obtenir par oxydation catalytique sur platine-bismuth dans l'air pour obtenir l'acide mésoxalique. 

## Dérivés
Son dérivé 2-méthylé est connu sous le nom d'acide isomalique.